# Drapeau de la Barbade
Le drapeau de la Barbade a été adopté le 30 novembre 1966, le jour de l'accession à l'indépendance du pays.

## Description
Le drapeau comprend trois bandes verticales, les deux bandes bleues symbolisant le ciel et la mer, et la bande jaune le sable.
Quant au trident noir au centre, il symbolise l'alliance du peuple avec la mer
.

## Adoption
À l'aube de son indépendance, la Barbade organise un concours afin d'adopter un nouveau drapeau. C'est la proposition de Grantley Prescod, un professeur d'art, qui est retenue après avoir été approuvée par le College of Arms à Londres et par le gouvernement de la Barbade. Sa date d'adoption officielle est le 30 novembre 1966, jour de l'indépendance de la Barbade.

## Pavillon naval

pavillon naval.

Comme beaucoup de colonies britanniques, le pavillon de la marine, utilisé par exemple pour les gardes-côtes, est calqué sur le pavillon britannique blanc avec le drapeau national au canton.

## Étendard présidentiel

Étendard présidentiel.

Lorsque la Barbade devient une république le 30 novembre 2021, l'étendard royal représentant la reine de la Barbade est remplacé par un étendard présidentiel.